# I segreti dell'anima
I segreti dell'anima è un film muto italiano del 1912 diretto  da Vincenzo Denizot.